# Liste des députés européens des Pays-Bas de la 7e législature
Cet article présente la liste des députés européens des Pays-Bas pour la période de 2009 à 2014, élus lors des élections européennes de 2009 aux Pays-Bas.

## Liste des députés européens
| Nom                        | Parti politique                      | Groupe parlementaire européen |
| -------------------------- | ------------------------------------ | ----------------------------- |
| Hans van Baalen            | Parti populaire libéral et démocrate | ALDE                          |
| Bas Belder                 | Parti politique réformé              | ELD                           |
| Thijs Berman               | Parti travailliste                   | S&D                           |
| Louis Bontes               | Parti pour la liberté                | NI                            |
| Emine Bozkurt              | Parti travailliste                   | S&D                           |
| Wim van de Camp            | Appel chrétien-démocrate             | PPE                           |
| Marije Cornelissen         | Gauche verte                         | Verts/ALE                     |
| Peter van Dalen            | Union chrétienne                     | ECR                           |
| Bas Eickhout               | Gauche verte                         | Verts/ALE                     |
| Gerben-Jan Gerbrandy       | Démocrates 66                        | ALDE                          |
| Jeanine Hennis-Plasschaert | Parti populaire libéral et démocrate | ALDE                          |
| Dennis de Jong             | Parti socialiste                     | GUE/NGL                       |
| Esther de Lange            | Appel chrétien-démocrate             | PPE                           |
| Kartika Liotard            | Parti socialiste                     | GUE/NGL                       |
| Barry Madlener             | Parti pour la liberté                | NI                            |
| Toine Manders              | Parti populaire libéral et démocrate | ALDE                          |
| Judith Merkies             | Parti travailliste                   | S&D                           |
| Lambert van Nistelrooij    | Appel chrétien-démocrate             | PPE                           |
| Ria Oomen                  | Appel chrétien-démocrate             | PPE                           |
| Judith Sargentini          | Gauche verte                         | Verts/ALE                     |
| Marietje Schaake           | Démocrates 66                        | ALDE                          |
| Laurence Stassen           | Parti pour la liberté                | NI                            |
| Daniël van der Stoep       | Parti pour la liberté                | NI                            |
| Sophie in 't Veld          | Démocrates 66                        | ALDE                          |
| Corien Wortmann-Kool       | Appel chrétien-démocrate             | PPE                           |